# Megachile rugosa
Megachile rugosa là một loài Hymenoptera trong họ Megachilidae. Loài này được Smith mô tả khoa học năm 1879.

## Hình ảnh

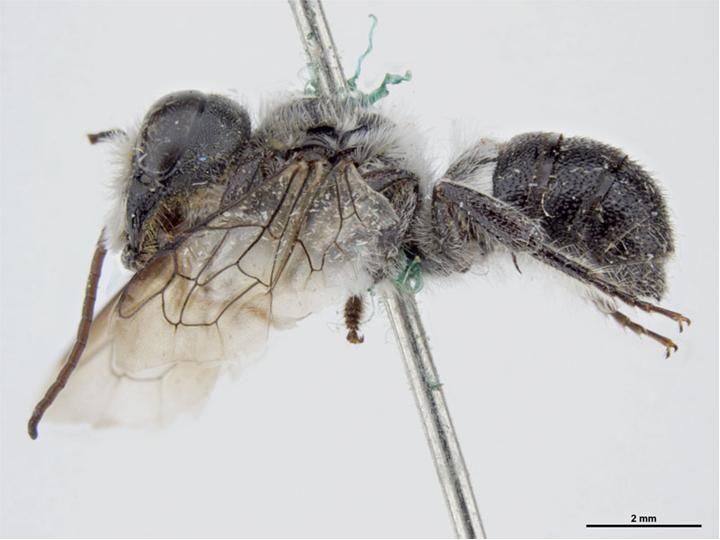